# Žďár (Moravia meridionale)
Žďár (in tedesco Schdiar) è un comune della Repubblica Ceca facente parte del distretto di Blansko, in Moravia Meridionale.